# قصة الحي الشعبي (فلم)
قصة الحي الشعبي هو فيلم مصري عرض في 2006 بطولة نيكول سابا، طلعت زكريا، سعد الصغير، محمد شرف، انتصار وإخراج: أشرف فايق.
اسم الفيلم مستوحىً من اسم قصة الحي الغربي التي أنتج عنها أكثر من فيلم.

## قصة الفيلم
تدور أحداث الفيلم حول فرقة شعبية للرقص والغناء، تحاول صاحبتها البحث عن ابنتها التي فقدتها منذ سنوات طويلة، ولكنها تتوفى قبل تحقيق أمنيتها، ولكن ينجح أعضاء الفريق في إيجاد هذه الفتاة في مدينة شرم الشيخ، حيث تعمل كمغنية غربية، تتفاجأ الفتاة بأن أهلها التي عاشت تبحث عنهم هم أيضا يبحثون عنها، وبعد أن تعود للفرقة لاستكمال مسيرة والدتها مع فرقتها الشعبية، تتغير الأحداث .

## الممثلون
- الحسنى
- طلعت زكريا
- سعد الصغير
- محمد شرف
- انتصار
- سامح حسين
- غسان مطر
- إسماعيل فرغلي
- أمينة
- رضا حامد
- ثريا إبراهيم
- سهير الباروني
- أحمد سامي عبد الله

## روابط خارجية
- مقالات تستعمل روابط فنية بلا صلة مع ويكي بيانات